# Балахаурі
Акаурта (груз. ბალახაური) — село в Грузії.
За даними перепису населення 2014 року в селі проживає 455 осіб.